# Washes Whiter Than
Washes Whiter Than é o terceiro álbum de estúdio da banda Petra, lançado em 1979. 
É o disco que marca a estréia de Greg X. Volz como membro oficial e principal vocalista da banda.

## Faixas
Todas as músicas por Bob Hartman, exceto onde anotado.
1. "I'm Thankful" – 2:41
2. "Why Should the Father Bother" – 3:46
3. "Morning Star" (Rob Frazier) – 4:47
4. "Magic Mirror" – 3:27
5. "Mary's Song" (Rob Frazier) – 4:00
6. "Yahweh Love" – 5:38
7. "(Couldn't Find Love) Without You" (Rob Frazier) – 4:19
8. "Taste and See" – 3:23
9. "Magic Words" (Rob Frazier) – 3:27
10. "Deep Love" – 3:57

## Créditos
- Bob Hartman - Guitarra
- Greg X. Volz - Vocal
- Rob Frazier - Vocal, teclados, guitarra

## Músicos Adicionais
- George Atwell - Teclados
- Gerald "Jit" Byron - Guitarra
- Joel Balin - Guitarra
- Chip Meyers - Baixo
- Randy Nichols - Bateria e Percussão